# Järnvägslinjen Vännäs–Umeå–Holmsund
Järnvägen Vännäs–Umeå–Holmsund ansluter Umeå och den i Holmsund belägna Umeå hamn till Stambanan genom övre Norrland och Botniabanan.

## Historia
Sträckan Vännäs station (vid stambanan)–Umeå öppnades 1896, medan sträckan Umeå–Holmsund öppnades först 1922. Den totala längden är 47 kilometer, varav sträckan Vännäs–Umeå är 31 kilometer. Banan klassades ursprungligen som statsbana, men 1988 blev bandelen Umeå–Holmsund klassad som länsjärnväg för godstrafik. År 2010 anslöts Botniabanan från söder till Gimonäs mellan Umeå och Holmsund. I samband med detta byggdes Umeå östra station. Godsbangården blev även utlokaliserad från centralstationen, vilket även betydde slutet för gamla banan via Västerslätt och en tidsförlust på en minut.. Spåren  genom industriområdet började rivas upp i mars 2020.

## Trafik
Från 2010 går nattågen mellan södra Sverige och Norrbotten via Botniabanan och banan Umeå - Vännäs. Sedan slutet av 2011 går det lokaltåg mellan Umeå Östra och Vännäs, 8 gånger per riktning på vardagar. I oktober 2021 antogs en motion i Umeå kommunfullmäktige om att förlänga dessa tåg mot Holmsund, ärendet lämnas till Trafikverket. 
Även regionaltåg till Lycksele och Luleå/Haparanda trafikerar järnvägen Umeå - Vännäsby, dessa tar sedan triangelspåret i riktning nordväst mot Vindeln.

## Framtid
Det finns planer på att bygga ut sträckan Umeå C–Umeå Ö till dubbelspår.
Timmerterminalen utreds för förflyttning då återvinningscentralen på Gimonäs behöver byggas ut. Enligt uppgift ska terminalen flyttas norr om länsväg 531.
På längre sikt planeras Norrbotniabanan byggas mellan Umeå C och Luleå, och den planeras anslutas till Vännäs-Umeå-järnvägen i närheten av godsbangården i nordvästra Umeå. 

## Källhänvisningar
1. ↑  Trafikverket.se
2. ↑  Historiskt om Svenska Järnvägar Elektrifiering och elektrisk drift
3. ↑  Dubbla spår på gång i Umeå Arkiverad 10 september 2013 hämtat från the Wayback Machine.